# Campionato Americano di cricket
Il Campionato Americano di cricket (ufficialmente ICC Americas Championship) sono una competizione per nazioni che assegna il titolo continentale di cricket. Sono organizzati ogni due anni dal 2000.

## Albo d'oro

### Prima divisione
| Anno | Sede            | Campione    | Finalista   |
| ---- | --------------- | ----------- | ----------- |
| 2000 | Toronto         | Canada      | Bermuda     |
| 2002 | Buenos Aires    | Stati Uniti | Canada      |
| 2004 | Bermuda         | Canada      | Stati Uniti |
| 2006 | Toronto         | Bermuda     | Stati Uniti |
| 2008 | Fort Lauderdale | Stati Uniti | Bermuda     |
| 2010 | Bermuda         | Canada      | Stati Uniti |
| 2011 | Fort Lauderdale | Canada      | Stati Uniti |
| 2013 | Toronto         | Stati Uniti | Bermuda     |

### Seconda divisione
| Anno | Sede         | Campione  | Finalista |
| ---- | ------------ | --------- | --------- |
| 2006 | Buenos Aires | Argentina | Bahamas   |
| 2008 | Paramaribo   | Suriname  | Bahamas   |
| 2010 | Nassau       | Bahamas   | Suriname  |
| 2011 | Paramaribo   | Suriname  | Panama    |
| 2013 | Nassau       | Bahamas   | Panama    |

### Terza divisione
| Anno | Sede         | Campione       | Finalista      |
| ---- | ------------ | -------------- | -------------- |
| 2006 | Paramaribo   | Suriname       | Turks e Caicos |
| 2008 | Buenos Aires | Turks e Caicos | Cile           |
| 2009 | Santiago     | Brasile        | Belize         |
| 2011 | Costa Rica   | Belize         | Perù           |

### Quarta divisione
| Anno | Sede      | Campione | Finalista      |
| ---- | --------- | -------- | -------------- |
| 2010 | Naucalpan | Messico  | Isole Falkland |